# Kernkraftwerk Kalkar
Das ehemalige Kernkraftwerk Kalkar, auch der Schnelle Brüter von Kalkar genannt, mit dem Reaktor SNR-300 (SNR für Schneller Natriumgekühlter Reaktor) in Kalkar am Niederrhein war ein Gemeinschaftsprojekt von Deutschland, Belgien sowie den Niederlanden und wurde 1985 fertiggestellt, ging jedoch nie in Betrieb. Wegen sicherheitstechnischer und politischer Bedenken wurde das Projekt 1991 eingestellt. Durch die hohen Kosten beim Bau und bei der anschließenden Bereithaltung für einen eventuellen späteren Betrieb wurde das Kraftwerk eine Investitionsruine. Später wurde das ehemalige Atomkraftwerk aufgekauft und ein Freizeitpark auf dem Gelände errichtet, bekannt als Wunderland Kalkar (bis 2005 „Kernwasser Wunderland“).
Der SNR-300 ist vom Typ her (Natriumgekühlter Brutreaktor) vergleichbar mit den russischen BN-Reaktoren und dem US-amerikanischen EBR-II vom Argonne National Laboratory. Schnelle Brüter erlauben eine wesentlich bessere Nutzung der in Kernbrennstäben enthaltenen Energie, was die anfallende Menge Atommüll pro erzeugter Energie erheblich reduziert. Zudem entstehen bei der Kernreaktion kaum Transurane, was den Umgang mit dem noch anfallenden Atommüll wesentlich erleichtert. Bei natriumgekühlten, schnellen Reaktoren kann es nicht zu einer bei den üblichen Leichtwasserreaktoren gefürchteten Dampfexplosion kommen, da der Siedepunkt von Natrium weit über der Betriebstemperatur im Reaktor liegt. Zudem hat Natrium eine sehr hohe Wärmekapazität, die im Prinzip in der Lage ist, die Nachzerfallswärme bei einem Stop der Kühlmittelumwälzung aufzunehmen. Dafür kann es jedoch zu gefährlichen und schwer kontrollierbaren Natriumbränden kommen, die sich nicht mit Wasser löschen lassen.

## Eckdaten
Im Kernkraftwerk Kalkar wurde ein Reaktor gebaut, aber nicht in Betrieb genommen; ein wesentlich größerer war geplant:
| Reaktortyp            | Netto- leistung | Brutto- leistung | Baubeginn      | Projekteinstellung    |
| --------------------- | --------------- | ---------------- | -------------- | --------------------- |
| SNR-300 (Brutreaktor) | 295 MW          | 327 MW           | 23. April 1973 | 20. März 1991         |
| SNR-2 (Brutreaktor)   | 2000 MW         | 2160 MW          | —              | Planungen eingestellt |

Eckdaten des Reaktors SNR-300:
- Hersteller: Interatom GmbH
- Leistung: 327 Megawatt
- Baukosten: etwa 7 Milliarden DM (heute ca. 7,6 Milliarden Euro)[1]

Die höchsten Teile der Anlage sind 93 Meter hoch.

## Geschichte

### Vorgeschichte
Der erste „schnelle“ Reaktor (gemeint ist die Geschwindigkeit der Neutronen) wurde 1946 in den USA als Neutronenquelle für die Forschung gebaut und trug den Namen Clementine. Es handelte sich dabei um eine Reaktortechnik, die sich grundlegend von den bis dahin gebauten graphitmoderierten Reaktoren unterschied. Ein Brutreaktor kann nicht nur ebenso wie diese das vergleichsweise seltene Uranisotop 235U verwenden, sondern auch das viel häufigere 238U in spaltbares Plutonium umwandeln, wobei er mehr Plutonium erbrütet als er 235U verbraucht.
Der erste in industriellem Maßstab arbeitende Brutreaktor ging 1973 in Aqtau (damals Schewtschenko), UdSSR, in Betrieb. Das Kernkraftwerk Aqtau hatte einen Reaktor vom Typ BN-350, der 150 MW elektrischen Strom und 200 MW Prozesswärme zum Entsalzen von Meerwasser aus dem Kaspisee lieferte. Das erzeugte Plutonium wurde für das Atomwaffenprogramm der Sowjetunion und in anderen Atomkraftwerken verwendet.
Da die Uranvorräte in Westdeutschland begrenzt waren (in Ostdeutschland befand sich das drittgrößte Abbaugebiet der Welt), erhofften sich die Befürworter der Atomenergie, allen voran Wolf Häfele, mit dem Bau eines Brutreaktors eine erheblich effizientere Ausnutzung dieser Vorräte, so dass Deutschland auf absehbare Zeit von Energieimporten für die Stromerzeugung unabhängig werden könnte. Der erste deutsche Brutreaktor KNK-I wurde in den Jahren 1971 bis 1974 in Karlsruhe gebaut und 1977 zu einem schnellen Brüter mit der Bezeichnung KNK-II umgerüstet. Im Herbst 1972 wurde auf Veranlassung von Heinrich Mandel die belgisch-deutsch-niederländische Schnell-Brüter-Kernkraftwerksgesellschaft mbH in Essen gegründet. Diese Gesellschaft beauftragte die Siemens-Tochter Interatom mit dem Bau des schnellen Brüters in Kalkar. Die Baukosten wurden bei einer Leistung von 300 MW auf 1,8 Milliarden DM geschätzt, das Gelände sollte rund 17.000 Quadratmeter umfassen.

### Genehmigung und Bau

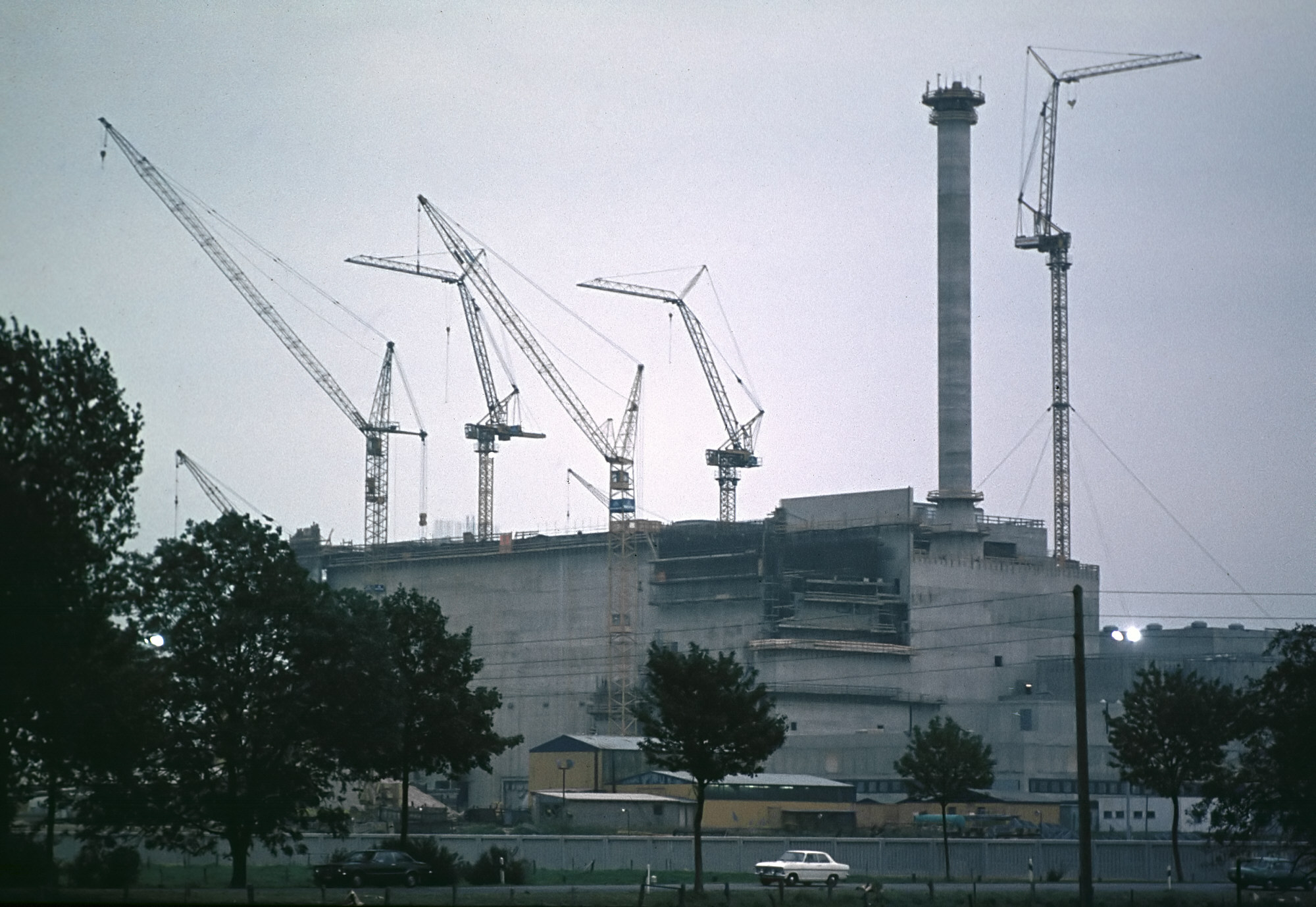
Baustelle, September 1977

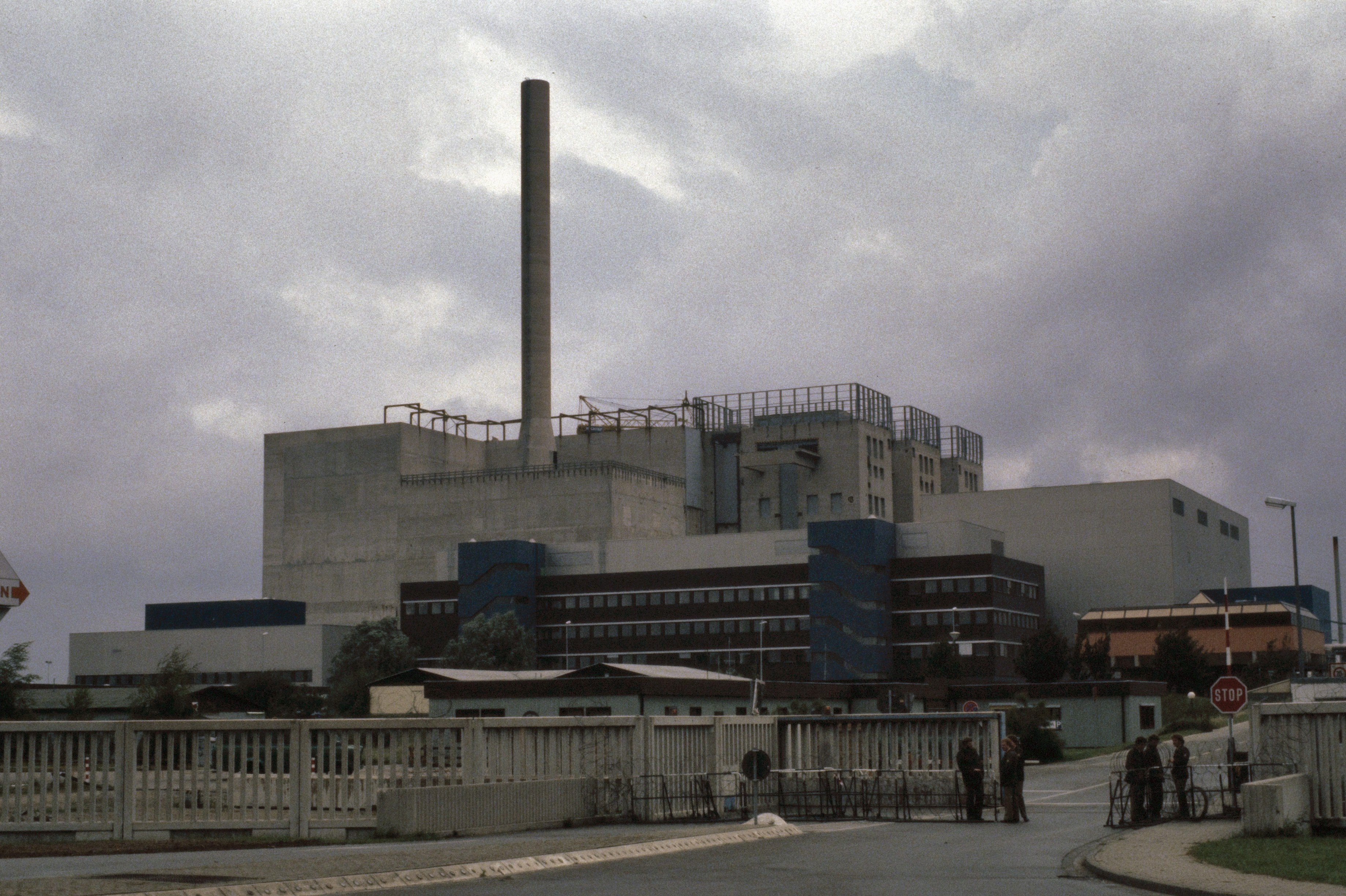
Baustelle, Juli 1981

Der zuerst von RWE geplante Standort Weisweiler bei Eschweiler, neben dem dortigen Braunkohlekraftwerk, musste nach Einspruch der Bundesregierung 1971 aufgegeben werden: Wegen der hohen Bevölkerungsdichte im Aachener Raum erschien ein Brüter dort zu riskant, und RWE musste auf die dünner besiedelte Gegend bei Kalkar ausweichen. Schon bald kam Kritik am Kraftwerksbau auf. Am 20. März 1972 begann die öffentliche Anhörung im Rahmen des Genehmigungsverfahrens. Kritische Fragen stellte unter anderem der SPD-Bundestagsabgeordnete Helmut Esters. Fachliche Einwände kamen von den Physikern Karl Bechert und Hannes Alfvén sowie dem Weltbund zum Schutze des Lebens. Die Grundsteinlegung erfolgte am 25. April 1973. 1974 fand in Kalkar eine Demonstration mit mehreren tausend Teilnehmern, überwiegend aus den Niederlanden, statt. 1976 wurde Klaus Traube, Chef der Interatom mit 20-jähriger Karriere in der Atomindustrie, wegen Verdachts auf Informationsweitergabe an Atomkraftgegner und Sympathien für die RAF nach einer illegalen Abhöraktion des Verfassungsschutzes entlassen und trat in offene Opposition zu dem Projekt und der Atomenergienutzung allgemein.
Am 24. September 1977 gab es in Kalkar eine Großdemonstration, bei der 40.000 Menschen gegen die Fertigstellung des Werks protestierten. Das hierzu beorderte Polizeiaufgebot gilt als das größte in der Geschichte der Bundesrepublik.
Angesichts der Havarie des Kernkraftwerks Three Mile Island bei Harrisburg in den USA im Jahre 1979, bei der der Reaktorkern teilweise schmolz, und der an Bedeutung gewinnenden Anti-Atomkraft-Bewegung wurden immer mehr Bedenken geäußert. So sagte der spätere Umweltminister des Saarlandes, Jo Leinen (SPD), dass man die Technologie irgendwann aus Rentabilitätsgründen auch exportieren müsse. Da man mit Plutonium, im Gegensatz zu dem schwach angereicherten Uran der herkömmlichen Reaktoren, auch Atombomben herstellen kann, würde man so Ländern den Zugang zu Atombomben verschaffen, die diesen bislang nicht hätten.
Neben diesem Einwand gab es aber vor allem Sicherheitsbedenken. Ein Reaktor dieses Typs sei schlechter beherrschbar und berge hierdurch mehr Gefahren. Insbesondere könne ein nukleares Durchgehen, der Bethe-Tait-Störfall, nicht ausgeschlossen werden. Zudem verwendete man zur Kühlung flüssiges Natrium, das chemisch sehr aggressiv ist und mit Wasser heftig reagiert.
Die Gegner des Projekts erhoben Verfassungsbeschwerde vor dem Bundesverfassungsgericht. Die Enquête-Kommission des Bundestags erwirkte eine vierjährige Unterbrechung des Baus. Durch verschärfte Sicherheitsauflagen sollten die Bedenken ausgeräumt werden. Hierdurch wurde das Projekt allerdings auch immer teurer. 1969 sollte der Reaktor noch zum Festpreis von 500 Mio. Mark (heute ca. 1.100 Millionen Euro) gebaut werden, bis 1972 war der Preis bereits auf 1,7 Milliarden Mark gestiegen. Nun kostete er insgesamt 7 Milliarden Mark, also mehr als das Vierfache des Preises von 1972, und sogar das Vierzehnfache des ursprünglichen Preises von 1969. 1978 schwenkte die Landesregierung Nordrhein-Westfalens, zu dieser Zeit getragen von einer Koalition aus SPD und FDP, auf einen Anti-Kernkraft-Kurs um. Man hielt die energiepolitischen Gründe für einen Einstieg in die Plutoniumwirtschaft nicht für ausreichend. In der Folge wurde die Teilerrichtungsgenehmigung durch den Wirtschaftsminister Horst Ludwig Riemer (FDP) blockiert. Dies löste eine Krise aus.
Die Proteste radikalisierten sich zu Beginn der 1980er-Jahre zunehmend.

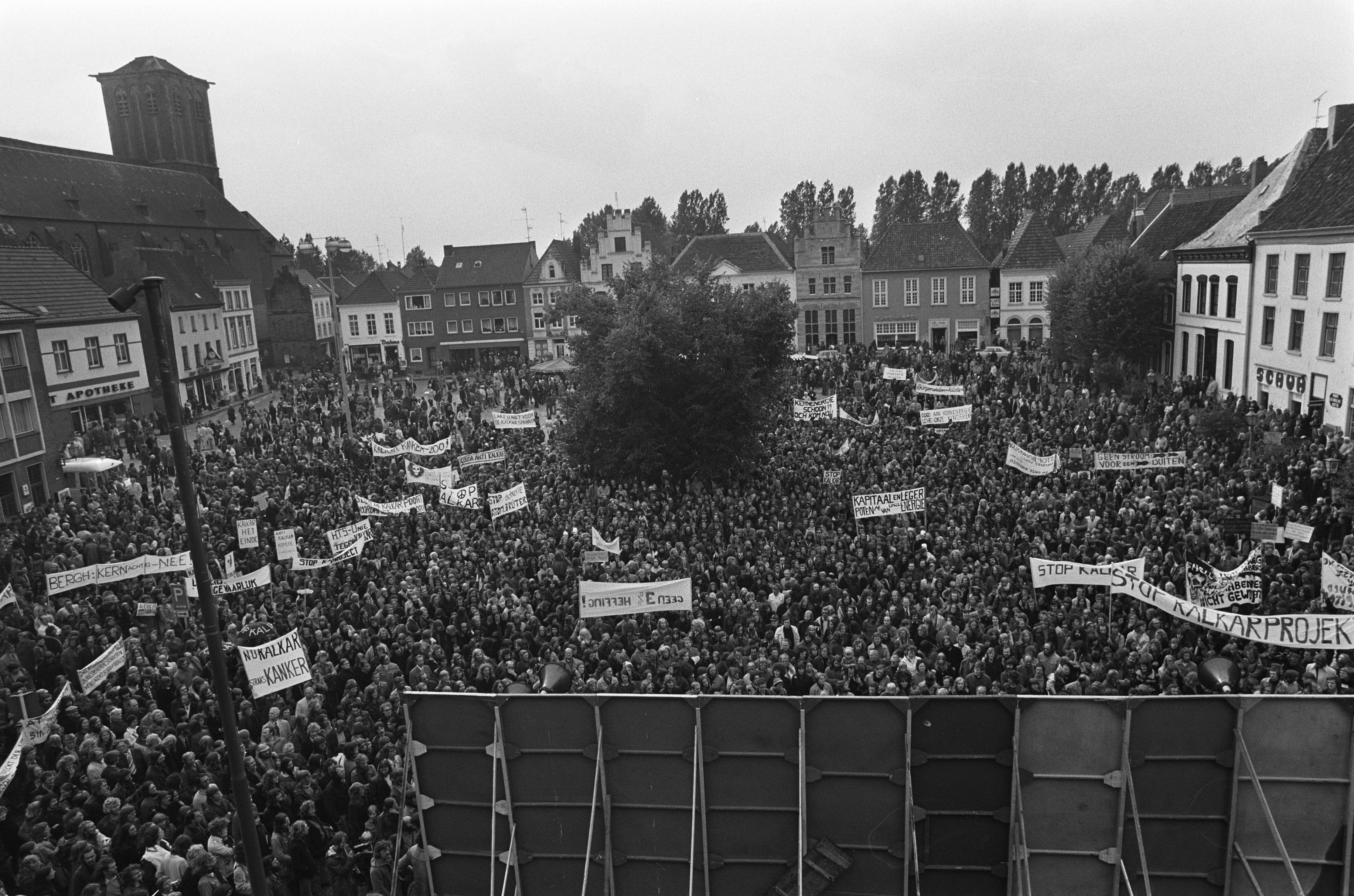
Anti-AKW-Demonstration in Kalkar, 1974
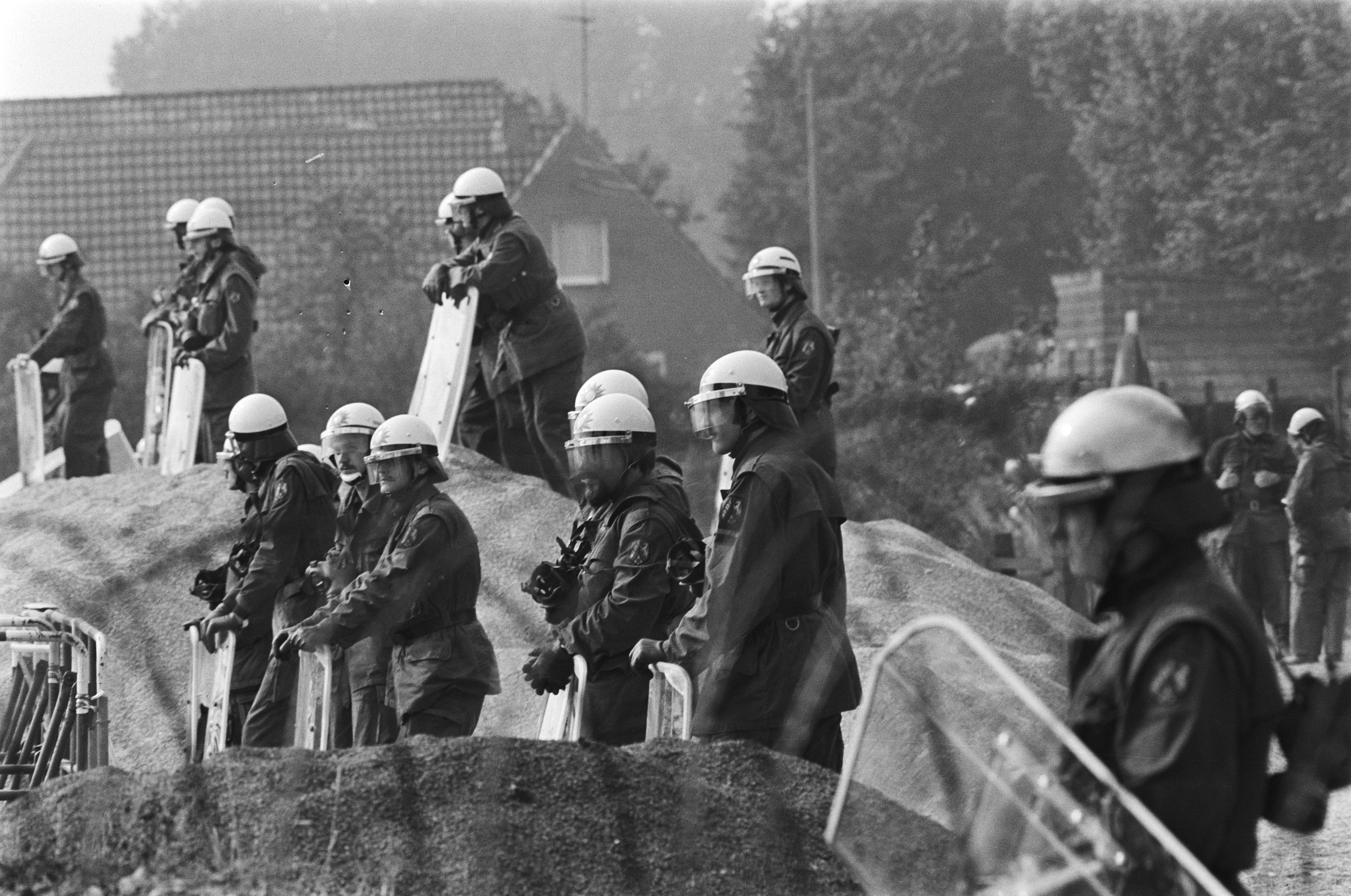
Polizeiabsperrung bei der Großdemonstration, 24. September 1977
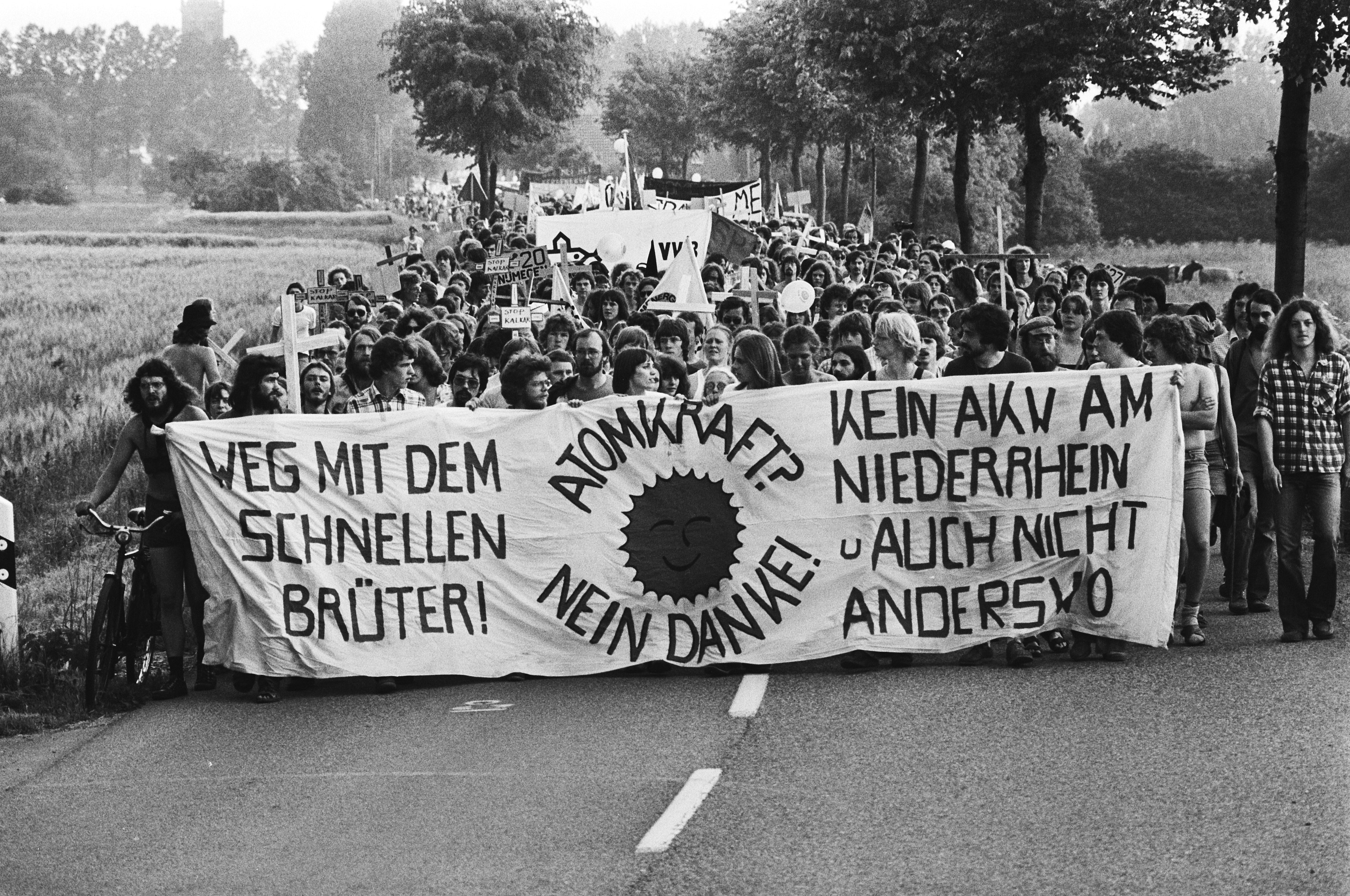
Anti-AKW-Demonstration in Kalkar, 1979
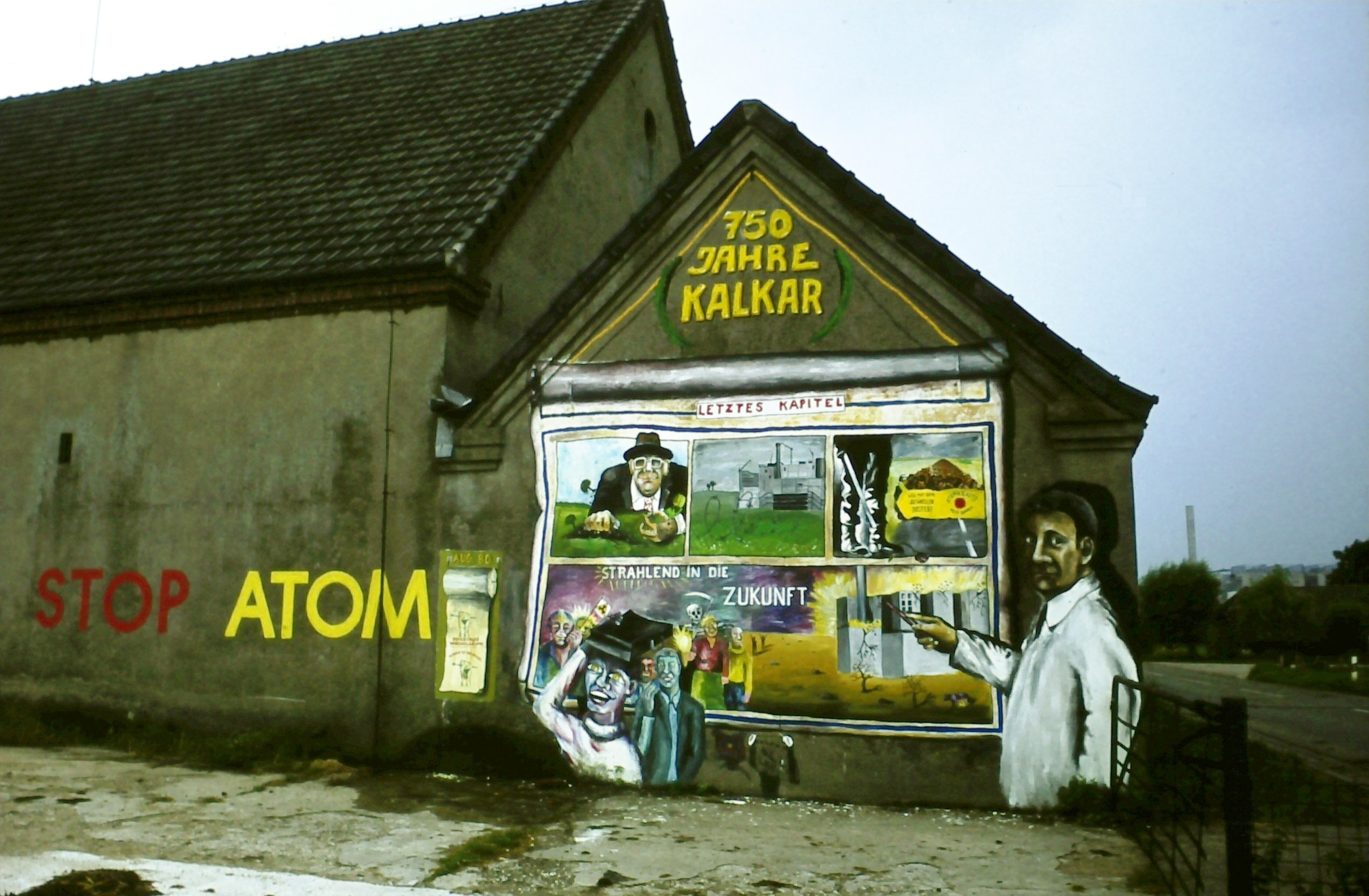
Protest, 1980
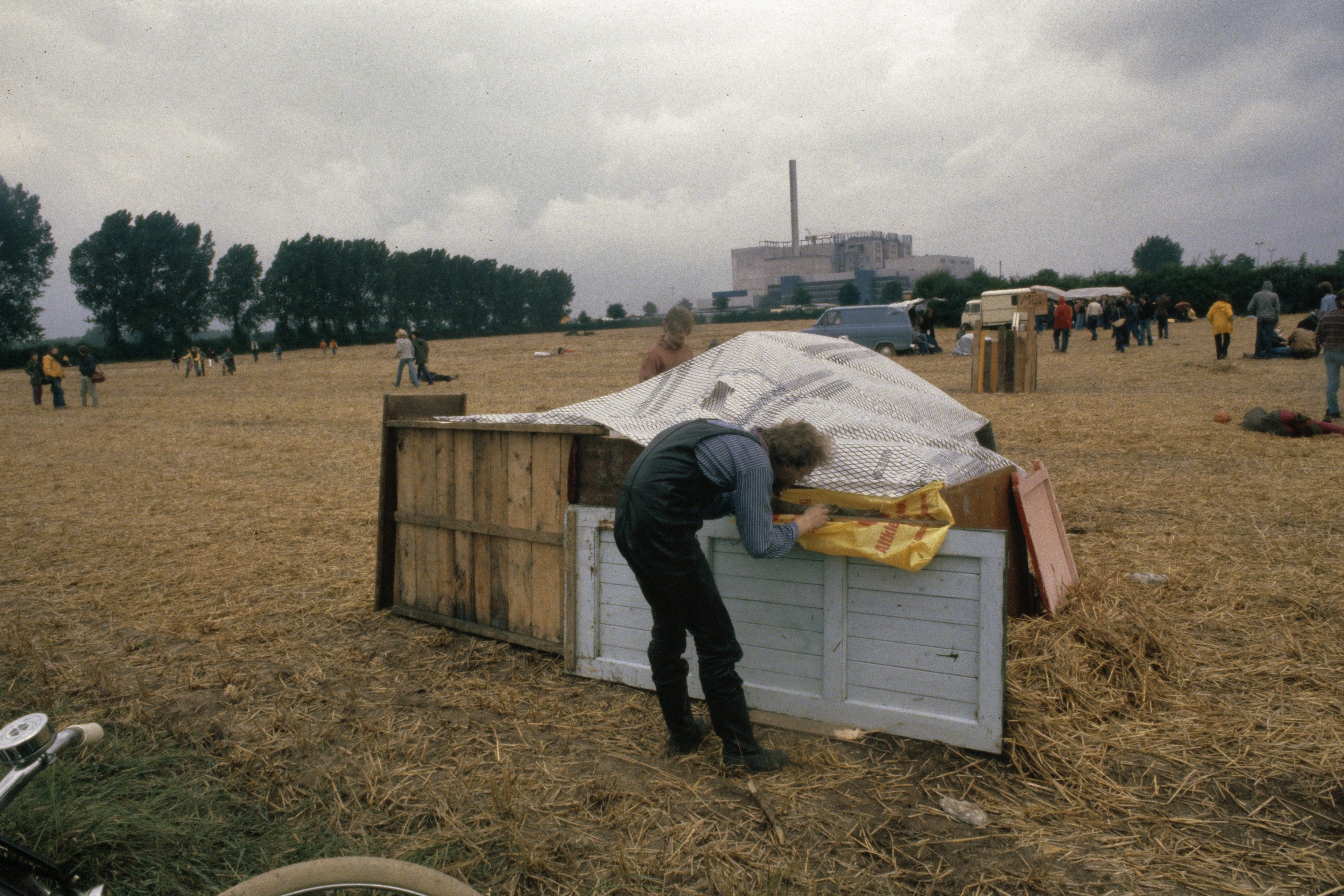
„Anti-Atomdorf“ vor dem Kraftwerk, 1981
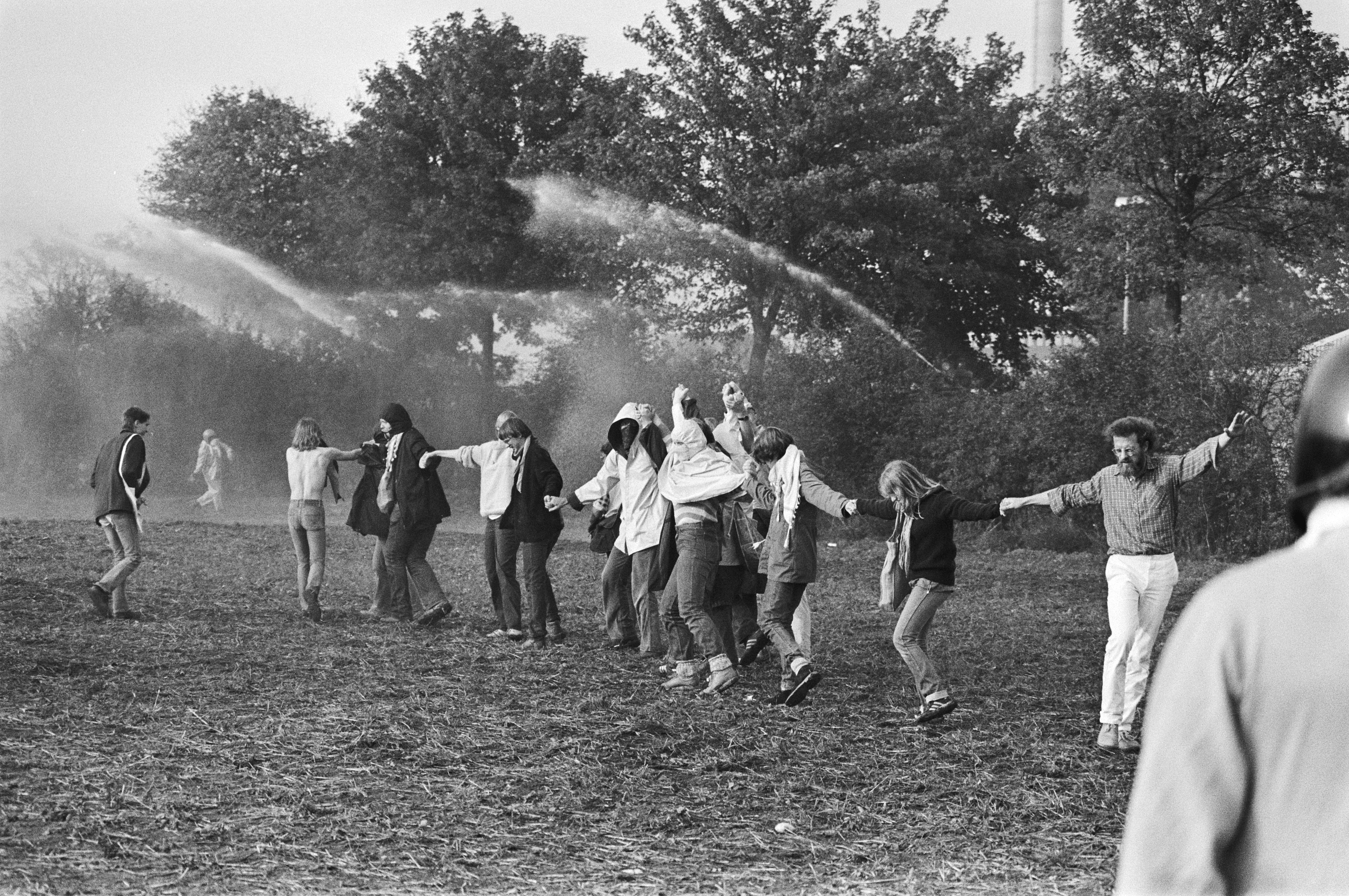
Anti-AKW-Demonstration in Kalkar, 1982

### Fertigstellung, Nichtinbetriebnahme und endgültiges Aus

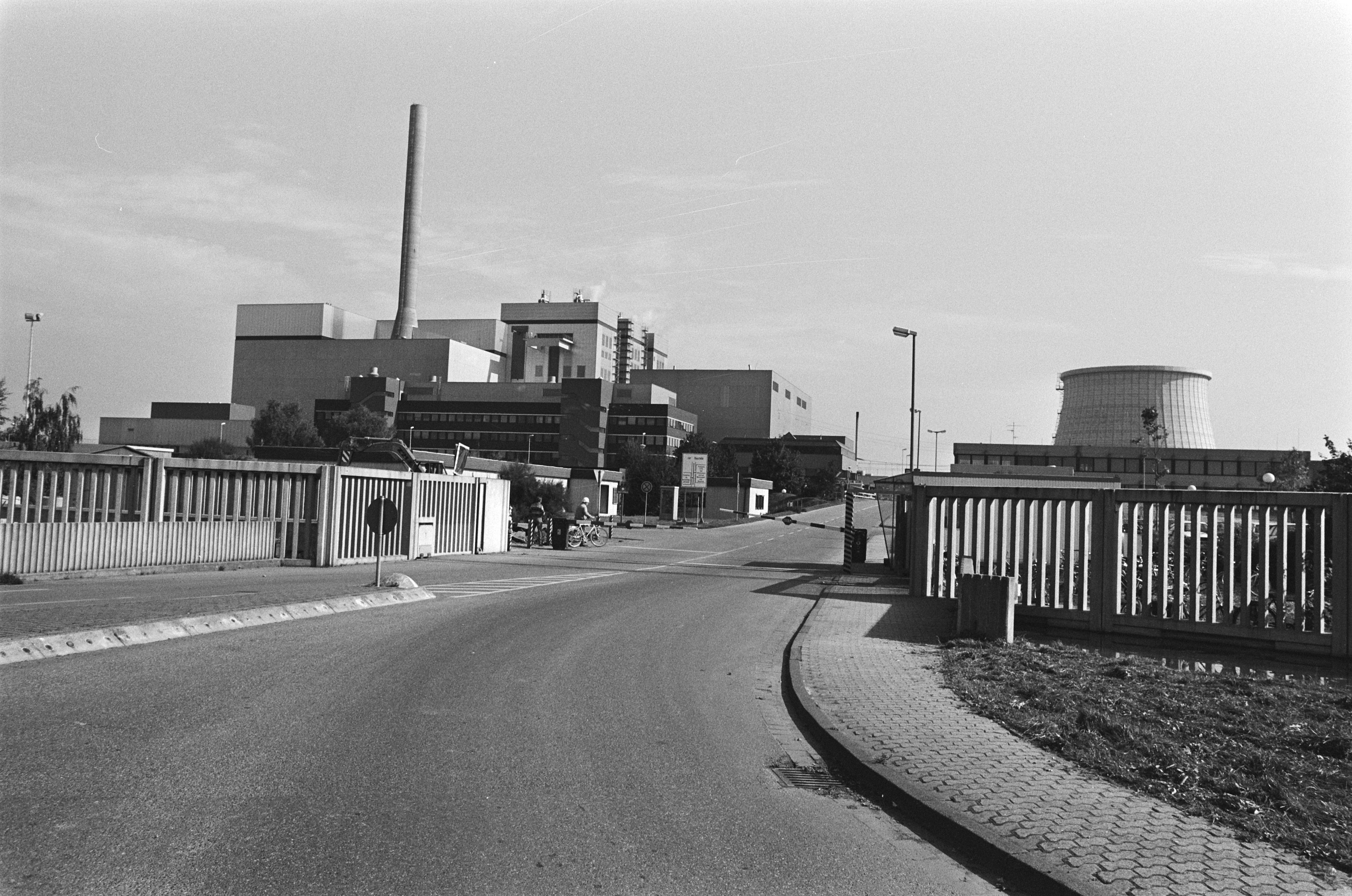
Kernkraftwerk Kalkar, September 1985

Der Bau wurde 1985 fertiggestellt. Das flüssige Natrium zirkulierte ab diesem Zeitpunkt im Kühlkreislauf und musste mit elektrischen Heizelementen warm gehalten werden, um nicht zu erstarren. Der Reaktor war prinzipiell einsatzbereit und es fielen damit nun pro Jahr 105 Millionen DM Betriebskosten an (heute ca. 114 Millionen Euro).
Entgegen dem Wunsch der damaligen Bundesregierung (einer Koalition aus CDU/CSU und FDP) verweigerte das Land Nordrhein-Westfalen allerdings die Betriebsgenehmigung. Nach Atomrecht hätte die Bundesregierung zwar die Genehmigung per Weisung erzwingen können, sie wollte aber nicht die alleinige Verantwortung für das sicherheitstechnisch kontrovers diskutierte SNR-Projekt übernehmen. Der für die Baugenehmigungen zuständige NRW-Sozial- und Arbeitsminister Friedhelm Farthmann (SPD) hielt die Inbetriebnahme für nicht vertretbar, da die Risiken nicht kalkulierbar seien und die vormaligen Errichtungsgenehmigungen auch nur unter Vorbehalt erteilt worden waren. Die Brennelemente durften daher nicht in den Reaktorkern gebracht werden.
Nach der Wahl schied Farthmann aus der Regierung aus, damit fiel die Zuständigkeit für Genehmigungen an Reimut Jochimsen (SPD) vom Wirtschaftsministerium. Man blieb aber bei dem zuvor eingeschlagenen Kurs, die Reaktorinbetriebnahme auch gegen den Wunsch der damaligen christlich-liberalen Bundesregierung zu behindern. Dafür wurden die dem Land zur Verfügung stehenden Mittel genutzt: Jochimsen unterzog die Anträge langwierigen Prüfungen, die formal korrekt waren, aber nach Meinung von SNR-Befürwortern das ganze Verfahren so lange verschleppten, bis das endgültige Aus für den Reaktor mehr oder weniger unabwendbar war.
Auch die Stromversorger waren immer weniger an einer Inbetriebnahme interessiert, da der Energieverbrauch in Westdeutschland langsamer gestiegen war als ursprünglich erwartet. Zusätzlich waren die verfügbaren Uranvorräte ebenfalls größer als erwartet, damit gab es also keinen zwingenden Grund mehr, den Atommeiler schnell ans Netz zu bringen. Zuletzt schlug im Jahr 1986 infolge der Katastrophe von Tschernobyl die Stimmung endgültig gegen den Reaktor um.
Da es im Fall einer Inbetriebnahme zur radioaktiven Kontamination von Anlageteilen kommen würde, die im Fall einer vorzeitigen Außerbetriebnahme wie beim Hochtemperaturreaktor in Hamm zu hohen Rückbaukosten führen und eine Weiternutzung des Gebäudes ausschließen würde, verkündete Bundesforschungsminister Heinz Riesenhuber (CDU) am 21. März 1991 das endgültige Aus für das Kraftwerk. Damit wurde das Megaprojekt zu einer der größten Investitionsruinen Deutschlands.

### Festigkeitsnachweis für den Reaktordruckbehälter
Neben den üblichen Betonkonstruktionen des Reaktorgebäudes mussten auch die sich im Inneren befindenden Stahlkonstruktionen der Reaktoranlage zusätzlich zu den Überprüfungen der Stahlherstellung und -verarbeitung (insbesondere der Ausführung der Schweißnähte) auf eine ausreichende Festigkeit und Stabilität numerisch untersucht werden. Die Prüfung dieser von der planenden Firma erstellten Berechnungen erfolgte durch TÜV-Sachverständige. Da der Reaktordruckbehälter im Hochtemperaturbereich gefahren werden sollte, musste vor der Festigkeitsberechnung eine Berechnung des Temperaturfelds durchgeführt werden, um anschließend darauf aufbauend die Festigkeitsberechnung zu erstellen.

### SNR-2
In den ursprünglichen Plänen war ein weiterer Brutreaktor angedacht. Der schnelle, natriumgekühlte Reaktor 2 (kurz SNR-2) sollte anfangs eine projektierte Bruttoleistung von 2.000 MWel haben und wäre damit der größte Kernreaktor der Welt gewesen. Anfang der 1980er Jahre wurden die Pläne geändert und die vorgesehene Leistung zunächst auf 1600 MWel und später auf 1500 MWel reduziert. Die Nettoleistung sollte 1380 MWel betragen. Der Bau sollte wenige Jahre nach der Inbetriebnahme des SNR-300 beginnen. Da dieser jedoch nicht in Betrieb genommen wurde, wurde auch der SNR-2 nicht realisiert. Verschiedenen Angaben zufolge war Kalkar noch nicht als Standort für den SNR-2 festgelegt.

### Abbau der Anlage

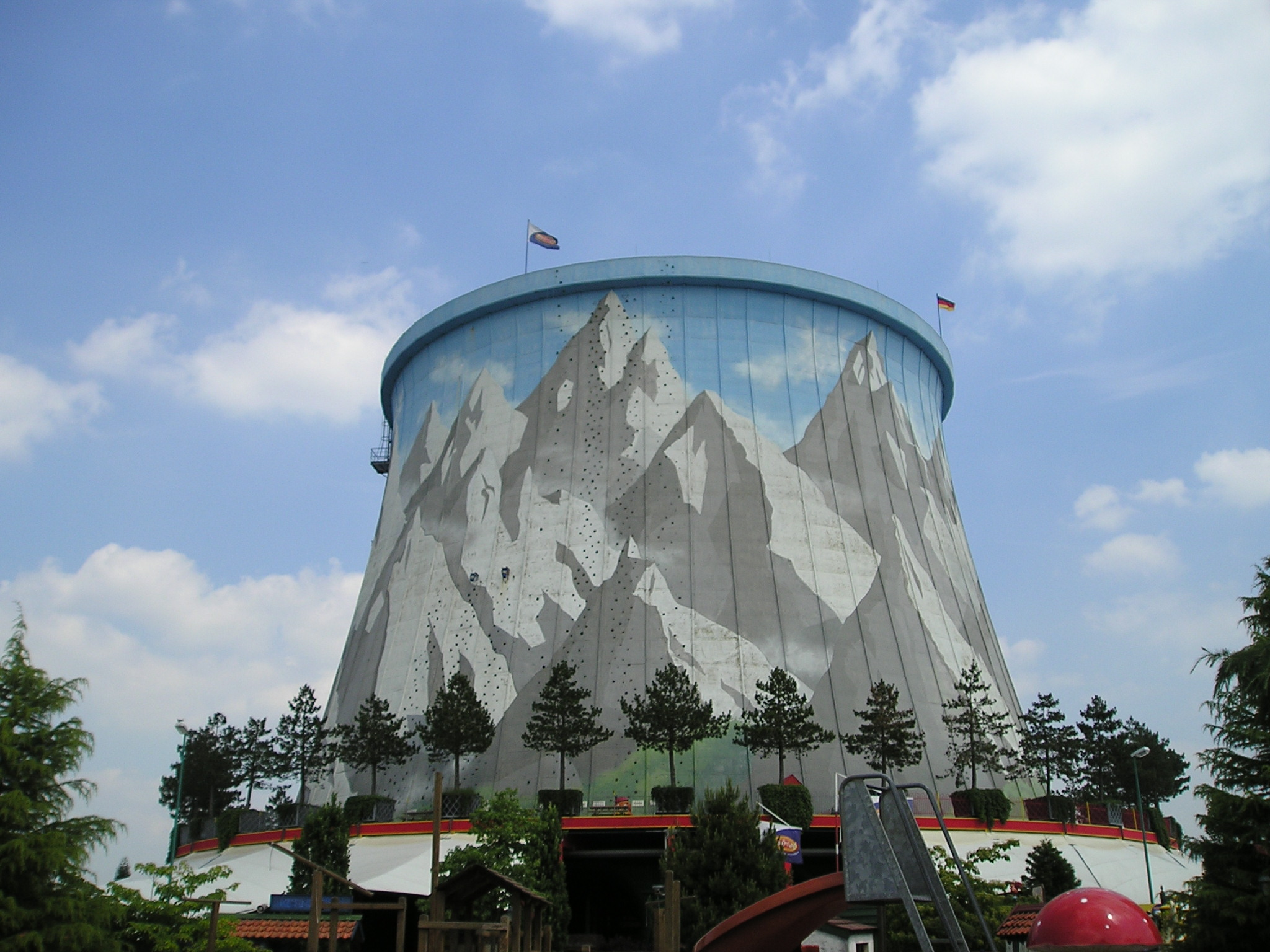
Der Kühlturm als Kletterwand

Ein Abriss des Gebäudes hätte 75 Millionen Euro gekostet, was aus ökonomischen Gründen nicht in Frage kam. Man begann mit dem langsamen Verkauf der neuen und niemals genutzten Geräte und Maschinen.
Der nie genutzte, von Nukem und Alkem gelieferte erste Reaktorkern befand sich bis 2005 in staatlicher Verwahrung in Hanau. Eigentümer des Kerns war die RWE Power AG, welche jedoch keine Lizenz für den Umgang mit dem auf etwa 35 % Plutoniumanteil angereicherten Brennstoff hatte. Das Plutonium wurde in der Wiederaufarbeitungsanlage La Hague in Frankreich in sogenannte MOX-Brennelemente integriert, um es in herkömmlichen Kernkraftwerken zu verwenden.

### Nachnutzung des Gebäudes

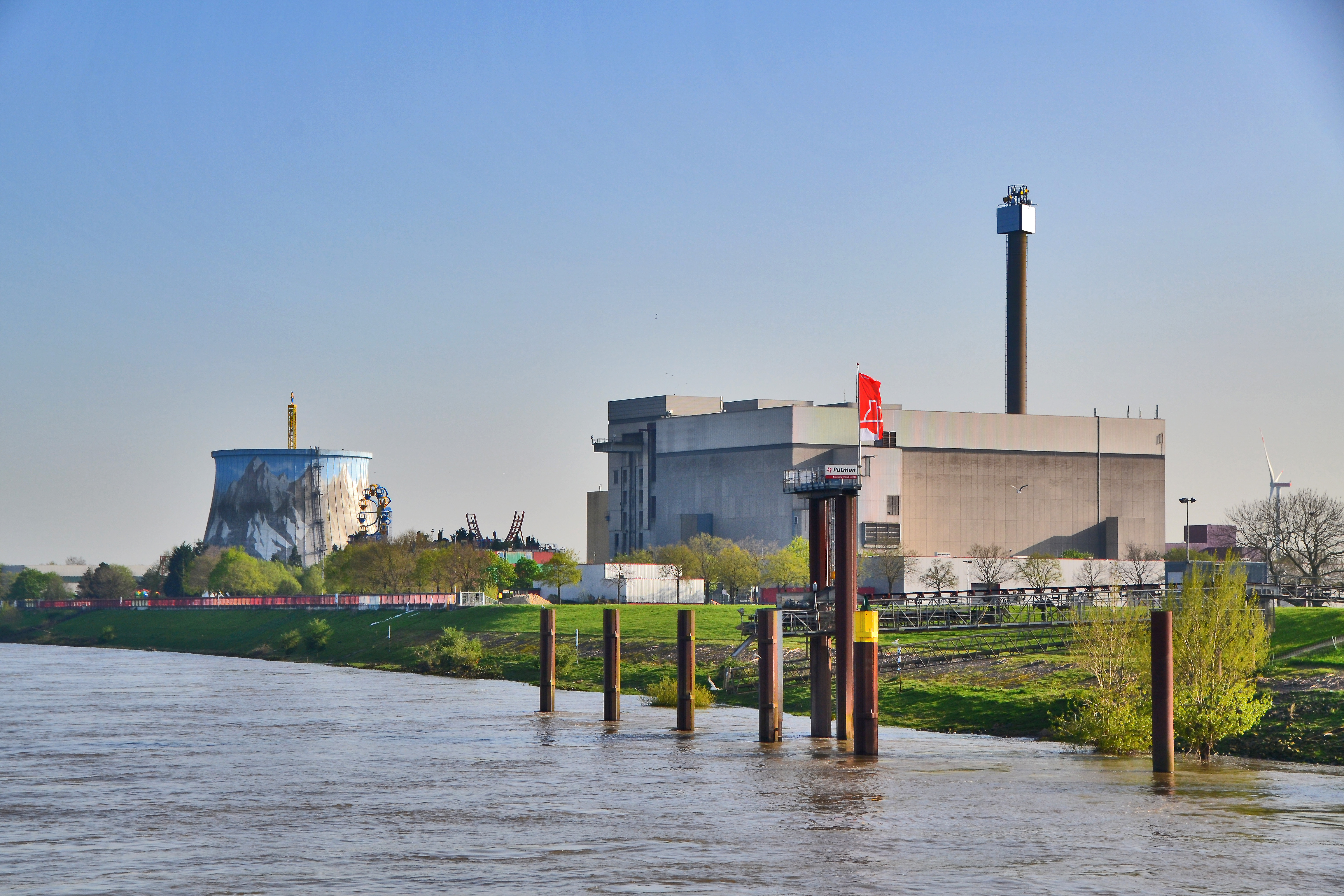
Wunderland Kalkar – Ansicht vom Rhein

Das Gebäude selbst wurde per Zeitungsannonce angeboten. Letztendlich kaufte der niederländische Investor Hennie van der Most das Gelände und wandelte es in den Vergnügungspark Wunderland Kalkar (bis Anfang 2005 Kernwasser Wunderland genannt) um. Es gibt dort ein All-Inclusive-Hotel mit 1000 Betten und Tagungsräumen. Der Kaufpreis des Geländes samt Gebäude soll unsicheren Angaben zufolge 2,5 Millionen Euro betragen haben – ein verschwindend geringer Anteil des verbauten Sachwerts. Derzeit werden die Eisenteile des Kraftwerks ausgebaut und verwertet. Der Freizeitpark soll weiter expandieren. Eine Besichtigung des Hauptgebäudes ist seit 2003 aufgrund der Verwertung nicht mehr möglich.

## Anbindung an das Stromnetz
Für die Anbindung des Kernkraftwerks Kalkar wurde von der kombinierten 220-kV/110-kV-Hochspannungsleitung Niederrhein-Pfalzdorf (Bauleitung: 2444) eine 220-kV/110-kV-Stichleitung errichtet, die beim Mast 31 der Bauleitung 2444 (Koordinaten: 51.736622 N 6.358176 O) begann. Über die 220-kV-Stromkreise sollte der erzeugte Strom ins Netz eingespeist werden, während die 110-kV-Kreise die zum Betrieb der Anlage nötige Energie während der Stillstandszeiten liefern sollten. Nachdem feststand, dass der Reaktor nicht ans Netz gehen soll, wurde die Hochspannungsleitung abgebaut. Heute erinnert nur noch der als Abzweigmast ausgeführte Mast 31 der Bauleitung 2444 an diese Leitung.

## Protestlieder
Im Rahmen der Proteste gegen den Bau und die Inbetriebnahme des Reaktors entstanden auch einige Protestlieder. Zur Symbolfigur wurde dabei der Bauer Maas aus Hönnepel: „Bauer Maas. Lieder gegen Atomenergie“, verschiedene Interpreten u. a. Walter Mossmann; LP (pass op Verlag) 1979.